# Swetlana Jurjewna Agapitowa

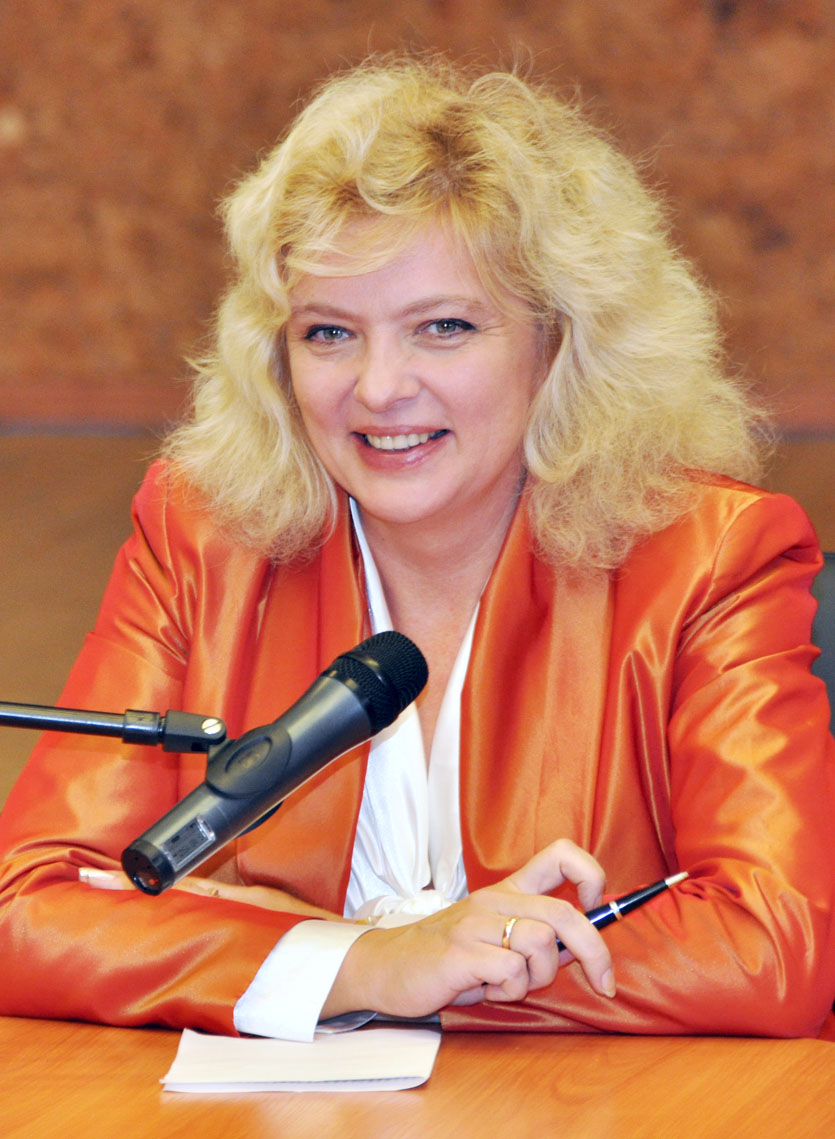
Swetlana Jurjewna Agapitowa

Swetlana Jurjewna Agapitowa (russisch Светлана Юрьевна Агапитова; *  8. Februar 1964 in Leningrad) ist eine sowjetische bzw. russische Journalistin, Menschenrechtsaktivistin und Hochschullehrerin.

## Leben
Agapitowa studierte an der  Universität Leningrad in der Journalistik-Fakultät mit Abschluss 1986 mit Auszeichnung.
In Leningrad gründete Agapitowa 1989 die Informations- und Werbeagentur IMA-Press. Ab 1991 arbeitete sie für die Staatliche Fernseh- und Hörfunk-Gesellschaft (GTRK) und war beim Fünften Kanal Peterburg Korrespondentin, Redakteurin, Kommentatorin, Autorin und Moderatorin für verschiedene Programme. Daneben absolvierte sie die Aspirantur und verteidigte 2000 an der Universität St. Petersburg ihre Dissertation über die Entwicklung und den aktuellen Zustand der Informationsübermittlung durch das Fernsehen anhand des Leningrader/St. Petersburger Fernsehens mit Erfolg für die Promotion zur Kandidatin der philologischen Wissenschaften. Darauf war sie Dozentin am Lehrstuhl für Hörfunk und Fernsehen.
Am 23. Dezember 2009 wurde Agapitowa von der St. Petersburger Gesetzgebenden Versammlung zur Handlungsbevollmächtigten für die Rechte der Kinder in St. Petersburg gewählt mit Wiederwahl am 21. Januar 2015. Von 2011 bis 2019 leitete sie den Koordinationsrat der Handlungsbevollmächtigten für die Rechte der Kinder im Nordwestlichen Föderationskreis. Daneben absolvierte sie ein Studium an der Russischen Akademie für Volkswirtschaft und Öffentlichen Dienst beim Präsidenten der Russischen Föderation mit Abschluss 2012 als Juristin.
Im Februar 2020 gab Agapitowa das Amt der Handlungsbevollmächtigten für die Rechte der Kinder ab und wurde im April 2021 Leiterin der Wohltätigkeitsstiftung Asbuka nadeschdy (Alphabet der Hoffnung). Am 1. Dezember 2021 wurde sie von 39 der 50 Abgeordneten der St. Petersburger Gesetzgebenden Versammlung zur Handlungsbevollmächtigten für die Menschenrechte gewählt. Darauf brachte sie verschiedene Gesetzesvorhaben auf den Weg.
Agapitowa ist verheiratet und hat vier Kinder und zwei Enkel.